# Super Prestige Pernod 1987
De Super Prestige Pernod 1987 was de 29e en laatste editie van dit regelmatigheidsklassement in het wielrennen. Er kwamen twee nieuwe koersen bij op de kalender: de Clásica San Sebastián en de Ronde van Ierland leverden voor het eerst punten op voor het klassement. Hierdoor telden er 33 wedstrijden mee voor de Super Prestige Pernod, het hoogste aantal in de geschiedenis van de competitie. Het klassement dat werd gesponsord door de drankenfabrikant Pernod Ricard verdween mede doordat er een Franse wet kwam die alcoholreclame in de sport verbood.
Het eindklassement in deze laatste Super Prestige Pernod werd gewonnen door Stephen Roche. Hij won de Giro, de Tour en het wereldkampioenschap (de zogeheten Triple Crown) een prestatie die eerder alleen Eddy Merckx (in 1974) had gerealiseerd. Roche werd ook de eerste renner die de Ronde van Romandië driemaal op zijn naam kon schrijven. De tweede plaats in de eindstand was voor Roche' landgenoot Sean Kelly, de eindwinnaar van de vorige drie seizoenen. Kelly schreef voor de zesde (achtereenvolgende) keer Parijs-Nice op zijn naam en verbeterde daarmee het record van Jacques Anquetil en hemzelf. Claude Criquielion eindigde net als vorig jaar op de derde plaats in de eindstand.
Dit was het enige jaar dat de Clásica San Sebastián meetelde voor het klassement. De wedstrijd werd gewonnen door Marino Lejarreta, maar het was al zijn derde overwinning in deze koers. Lejarreta bleef alleen recordhouder in San Sebastián totdat Remco Evenepoel in 2023 ook zijn derde overwinning in de Clásica behaalde. Moreno Argentin werd in de Ronde van Lombardije uiteindelijk de laatste winnaar van een Super Prestige Pernod-wedstrijd. Eerder in het jaar had hij ook Luik-Bastenaken-Luik al gewonnen. Dit was Argentins derde overwinning op rij in deze koers. Hiermee kwam hij op gelijke hoogte met Léon Houa en Eddy Merckx, die ook drie opeenvolgende zeges hadden behaald in La Doyenne. De Colombiaanse Vueltawinnaar Luis Herrera kroonde zich tot eerste Zuid-Amerikaanse winnaar van een grote ronde. Herrera bleef ook de enige Zuid-Amerikaanse groterondewinnaar tot aan de Giro van 2014. Behalve de Super Prestige Pernod werden er nog twee andere prijzen uitgereikt: de Prestige Pernod voor Franse renners en de Super Promotion voor renners onder de 25 jaar.

## Wedstrijden
| Datum                  | Koers                                     | Winnaar              |
| ---------------------- | ----------------------------------------- | -------------------- |
| 28 februari            | Omloop Het Volk (1987)                    | Teun van Vliet       |
| 8–15 maart             | Parijs-Nice (1987)                        | Sean Kelly           |
| 12–18 maart            | Tirreno-Adriatico (1987)                  | Rolf Sørensen        |
| 21 maart               | Milaan-San Remo (1987)                    | Erich Mächler        |
| 5 april                | Ronde van Vlaanderen (1987)               | Claude Criquielion   |
| 8 april                | Gent-Wevelgem (1987)                      | Teun van Vliet       |
| 12 april               | Parijs-Roubaix (1987)                     | Eric Vanderaerden    |
| 15 april               | Waalse Pijl (1987)                        | Jean-Claude Leclercq |
| 19 april               | Luik-Bastenaken-Luik (1987)               | Moreno Argentin      |
| 25 april               | Amstel Gold Race (1987)                   | Joop Zoetemelk       |
| 1 mei                  | Rund um den Henninger-Turm (1987)         | Dag Otto Lauritzen   |
| 3 mei                  | Kampioenschap van Zürich (1987)           | Rolf Gölz            |
| 5–10 mei               | Ronde van Romandië (1987)                 | Stephen Roche        |
| 5–10 mei               | Vierdaagse van Duinkerke (1987)           | Herman Frison        |
| 23 april–15 mei        | Ronde van Spanje (1987)                   | Luis Herrera         |
| 24 mei                 | Bordeaux-Parijs (1987)                    | Bernard Vallet       |
| 22–31 mei              | Clásico RCN (1987)                        | Fabio Parra          |
| 25 mei–1 juni          | Critérium du Dauphiné Libéré (1987)       | Charly Mottet        |
| 21 mei–13 juni         | Ronde van Italië (1987)                   | Stephen Roche        |
| 10–22 juni             | Ronde van Colombia (1987)                 | Pablo Wilches        |
| 18–24 juni             | Grand Prix du Midi Libre (1987)           | Patrice Esnault      |
| 16–25 juni             | Ronde van Zwitserland (1987)              | Andy Hampsten        |
| 1–26 juli              | Ronde van Frankrijk (1987)                | Stephen Roche        |
| 12 augustus            | Clásica San Sebastián (1987)              | Marino Lejarreta     |
| 6–24 augustus          | Coors Classic (1987)                      | Raúl Alcalá          |
| 6 september            | Wereldkampioenschap in Villach (1987)     | Stephen Roche        |
| 9–17 september         | Ronde van Catalonië (1987)                | Álvaro Pino          |
| 8–20 september         | Ronde van de Europese Gemeenschap (1987)  | Marc Madiot          |
| 23 september           | Parijs-Brussel (1987)                     | Wim Arras            |
| 27 september           | Grote Landenprijs (1987)                  | Charly Mottet        |
| 30 september–4 oktober | Ronde van Ierland (Nissan Classic) (1987) | Sean Kelly           |
| 11 oktober             | Grote Herfstprijs (1987)                  | Adrie van der Poel   |
| 17 oktober             | Ronde van Lombardije (1987)               | Moreno Argentin      |

## Eindklassementen

### Individueel
| Plek | Renner             | Punten |
| ---- | ------------------ | ------ |
| 1    | Stephen Roche      | 800    |
| 2    | Sean Kelly         | 560    |
| 3    | Claude Criquielion | 490    |
| 4    | Charly Mottet      | 460    |
| 5    | Eric Vanderaerden  | 455    |
| 6    | Laurent Fignon     | 375    |
| 6    | Teun van Vliet     | 375    |
| 8    | Moreno Argentin    | 345    |
| 9    | Marino Lejarreta   | 330    |
| 10   | Marc Madiot        | 320    |

- Prestige Pernod: Charly Mottet
- Super Promotion: Edwig Van Hooydonck

1959 · 1960 · 1961 · 1962 · 1963 · 1964 · 1965 · 1966 · 1967 · 1968 · 1969 · 1970 · 1971 · 1972 · 1973 · 1974 · 1975 · 1976 · 1977 · 1978 · 1979 · 1980 · 1981 · 1982 · 1983 · 1984 · 1985 · 1986 · 1987